# Lathyrus nissolia var. glabrescens
Lathyrus nissolia subsp. glabrescens, comummente conhecida como chícharo, é uma variedade de planta com flor pertencente à família Fabaceae.
A autoridade científica da variedade é Freyn, tendo sido publicada em Abh. Senckenberg. Naturf. Ges. 27: 325 (1877).

## Portugal
Trata-se de uma variedade presente no território português, nomeadamente em Portugal Continental.
Em termos de naturalidade é nativa da região atrás indicada.

## Protecção
Não se encontra protegida por legislação portuguesa ou da Comunidade Europeia.